# Bali Hotel
Bali Hotel is een monumentaal hotel in de Indonesische stad Denpasar op Bali. Het hotel werd geopend in 1928 door de K.P.M. als eerste hotel voor toeristenverkeer naar het eiland.
In 1939 werd het hotel uitgebreid tot 65 kamers. Tijdens de Tweede Wereldoorlog was het hotel in gebruik door de Japanse bezetter als legerplaats. In 1946 vond in het hotel de Conferentie van Denpasar voor de oprichting van Oost-Indonesië plaats.

De Nederlandse en de Engelse vlag worden gehesen op het hotel tijdens een ceremonie na de herbezetting van Bali door de geallieerde strijdkrachten in 1946
Deelnemers van de Conferentie te Denpasar voor het Bali Hotel in 1946